# North Bend
 Der er for få eller ingen kildehenvisninger i denne artikel, hvilket er et problem. Du kan hjælpe ved at angive troværdige kilder til de påstande, som fremføres i artiklen.

North Bend er en mindre by ikke langt fra Seattle i staten Washington. Mange af de scener, der udspiller sig i kultserien Twin Peaks er optaget her. Blandt andet kan man finde det smukke vandfald Snoqualmie, som ligger ved siden af hotellet (Salish Lodge) begge er med i start scenen af serien. Twede´s cafe hedder i serien Double R Diner og her er milkshakes og morgenmad noget af det man kan få. Ud over disse steder og er man enkarneret fan af Twin Peaks, er man jo nødt til at opsøge alle 15 destinationer fra serien og alle ligger inden for rækkevidde. Ikke langt fra Twede´s cafe finder man hotellet (MT Si hotel)og fængslet (Top floor buick Bldg), derud over kan nævnes hospitalet (Snoqualmie clinic), Twin Peaks High (MT Si High school), åbningsscenen med byskiltet (Reining road), Train Trestle (Meadowbrook bridge), Politistationen (warehouser office) og mange flere.
47°29′45″N 121°47′07″V / 47.49594°N 121.78517°V